# Hybomitra barkamensis
Hybomitra barkamensis är en tvåvingeart som beskrevs av Wang 1981. Hybomitra barkamensis ingår i släktet Hybomitra och familjen bromsar. Inga underarter finns listade i Catalogue of Life.